# Elisabeth Denkhausen
Elisabeth Denkhausen (17. Dezember 1847 in Lübeck – 5. Dezember 1904 in Darmstadt) war eine deutsche Sängerin (Mezzosopran) und Theaterschauspielerin.

## Leben
Ihre Eltern, Ludwig und Johanna Denkhausen, waren verdienstvolle Mitglieder der Meininger Hofbühne. Sie begann ihre Bühnenlaufbahn als Soubrette in Halle, kam dann nach Rostock, Stettin, Lobetheater in Breslau und Bremen, von dort nach Oldenburg, wo sie ins Fach der komischen Alten überging, hierauf ans Residenztheater in Hannover, Nürnberg und Düsseldorf, und trat 1895 in den Verband der Darmstädter Hofbühne. Denkhausen ist eine höchst verwendbare Darstellerin und ist in Lustspiel, Posse und der Operette gleich erfolgreich. Sie entwickelte viel Humor und wurden ihre Ursprünglichkeit, Treffsicherheit und Naturwahrheit einstimmig anerkannt. Diese Künstlerin gehörte zu den zuverlässigsten Stützen der Darmstädter Hofbühne.